# 鉄平石

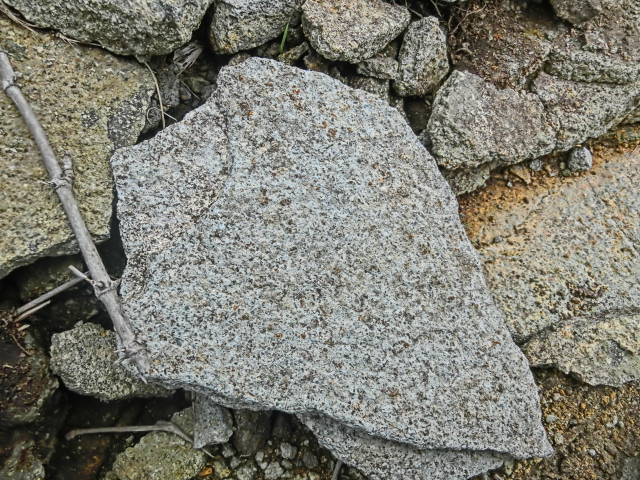
鉄平石

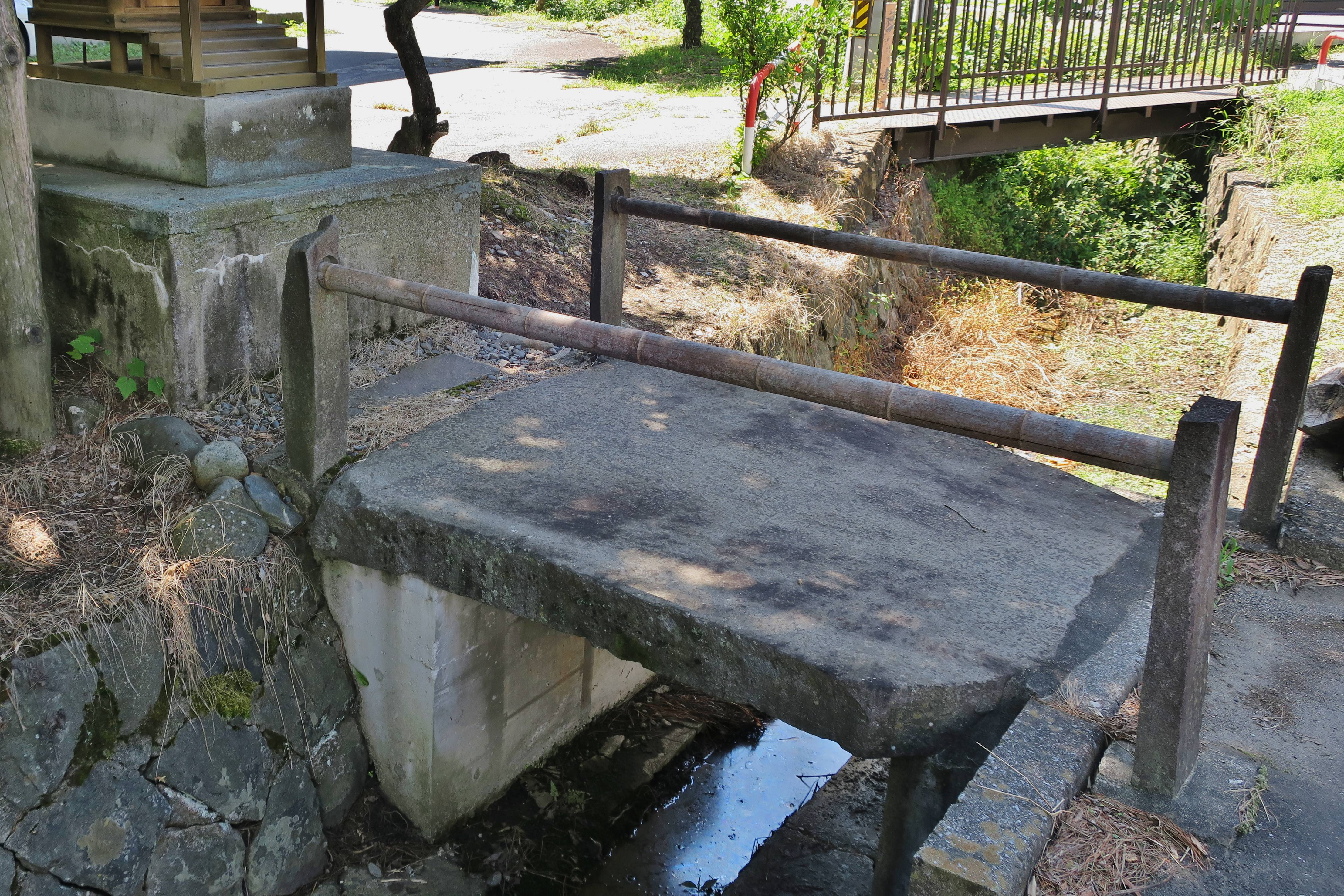
一枚岩の諏訪鉄平石を用いた橋（長野県諏訪市、松平忠輝公神社）

鉄平石（てっぺいせき）は、長野県の諏訪地方・佐久地方に広く分布する輝石安山岩の板状節理がよく発達したもの。およそ2,500万年前の火山活動によって形成されていると推測されている。板状に剥がれやすい性質を持ち、2～3 cm内外の厚さに剥離（はくり）された鉄平石は、建築用の内装外装用石材として広く利用されている。
建材としての出現は1884年頃とされる。江戸時代後期から明治時代にかけては、特に諏訪地方において、主として民家の屋根材として利用されていた。重い鉄平石は運搬や建築に労働力がかかるため、屋根に鉄平石を用いることは一種のステータスとされた。富裕層以外の家庭でも倉の屋根にのみ鉄平石が用いられるということも多かった。諏訪地方で鉄平石の屋根が普及したのは、鉄平石が諏訪地方特有の強風でも飛ばされず、また瓦よりも寒さや積雪に強いといった理由が挙げられる。一方で運搬が困難であることから、諏訪地方の外まで鉄平石の文化が広まることは少なかった。
内外装用石材としての形状は、ランダムな形の「乱形」、棒状に加工した「小端」、四辺を加工した「方形」等に大きく分類される。色合いはグレーを基調とするが、時折アズキ色の模様を有する石面も採掘される。
結晶片岩が薄く割れたものも「鉄平石」として扱われることがある。